# Distrito de Tournai
El Distrito de Tournai (en francés: Arrondissement de Tournai; en neerlandés: Arrondissement Doornik) es uno de los siete distritos administrativos de la Provincia de Henao, Bélgica. Posee la doble condición de distrito administrativo y judicial. También forman parte del distrito judicial de Tournai el municipio de Lessines, perteneciente al distrito de Soignies, así como todos los municipios del distrito de Ath, excepto las localidades de Brugelette y Chièvres.

## Lista de municipios
- Antoing
- Brunehaut
- Celles
- Estaimpuis
- Leuze-en-Hainaut
- Mont-de-l'Enclus
- Pecq
- Péruwelz
- Rumes
- Tournai

- Datos: Q94139